# Tobias Kluckert
Tobias Kluckert (Berlino Est, 19 settembre 1972) è un attore, doppiatore e conduttore radiofonico tedesco noto per essere la voce tedesca di Joaquin Phoenix, Bradley Cooper,Jason Clarke,Nathan Fillion e Seth Rogen.
È figlio di Jürgen Kluckert e fratello di Fabian e di Sebastian. 

## Filmografia
- Guardia costiera (Küstenwache) - serie TV
- Rosa Roth - serie TV

## Doppiaggio

### Film
- Tyrese Gibson in 2 Fast 2 Furious, Fast & Furious 5, Transformers - La vendetta del caduto, Fast & Furious 6 (2003-2013)
- Kevin Durand in The Butterfly Effect
- Joaquin Phoenix in Quando l'amore brucia l'anima - Walk the Line, Joker (2006,2019)
- Cyril Raffaelli in Die Hard - Vivere o morire
- Tom Hardy in Inception
- Steve Coogan in Una notte al museo
- Karl Urban in Star Trek, Into Darkness - Star Trek
- Morris Chestnut in Kick-Ass 2
- Jason Ellis in Il superpoliziotto del supermercato
- Bradley Cooper in Limitless, Dungeons & Dragons - L'onore dei ladri
- Griffin in Hotel Transylvania
- Frank in Sausage Party - Vita segreta di una salsiccia
- Josh Lawson in Mortal Kombat
- Jason Clarke in Oppenheimer (2023)
- Bebop in Tartarughe Ninja - Caos mutante
- Nathan Fillion in Superman

### Serie televisive
- Brian Krause in Streghe
- Raditz in Dragon Ball
- Tōga Kiryū in Utena la fillette révolutionnaire
- Dylan Neal in Smallville
- Jon Bernthal in The Walking Dead
- Cyborg in Teen Titans
- Samurai Jack in Samurai Jack
- Mr. White in Johnny Test
- Venom e Eddie Brock in The Spectacular Spider-Man
- Charles Baker in Breaking Bad
- Scott Speiser in The Tick

### Videogiochi
- Tron in Kingdom Hearts II
- Martin Septim in The Elder Scrolls IV: Oblivion
- Kane in The Legend of Spyro: A New Beginning
- Alex Mason in Black Ops
- Hauptmann Rumford in Diablo III
- Edward Keeney in Assassin's Creed IV: Black Flag